# (8381) Hauptmann
(8381) Hauptmann (1992 SO24) – planetoida z pasa głównego asteroid okrążająca Słońce w ciągu 3,88 lat w średniej odległości 2,47 au. Odkryta 21 września 1992 roku.